# 贝克多夫 (石勒苏益格-荷尔斯泰因州)
贝克多夫是德国石勒苏益格－荷尔斯泰因州的一个市镇。总面积1.70平方公里，总人口100人，其中男性47人，女性53人（2011年12月31日），人口密度59人/平方公里。